# Mansellacsa longicornis
Mansellacsa longicornis is een insect uit de familie van de vlinderhaften (Ascalaphidae), die tot de orde netvleugeligen (Neuroptera) behoort. 
Mansellacsa longicornis is voor het eerst wetenschappelijk beschreven door Hölzel in 2004.